# Chargé
Chargé est une commune française du département d'Indre-et-Loire, en région Centre-Val de Loire.
C'est l'une des dix communes viticoles de l'aire d'appellation d'origine contrôlée (AOC) « Touraine-amboise ».

## Géographie

### Localisation
La commune est contigüe à la ville d'Amboise.
|         | Limeray La Loire | Cangey               |
| Amboise | Chargé           | Mosnes               |
|         | Saint-Règle      | Souvigny-de-Touraine |

### Hydrographie

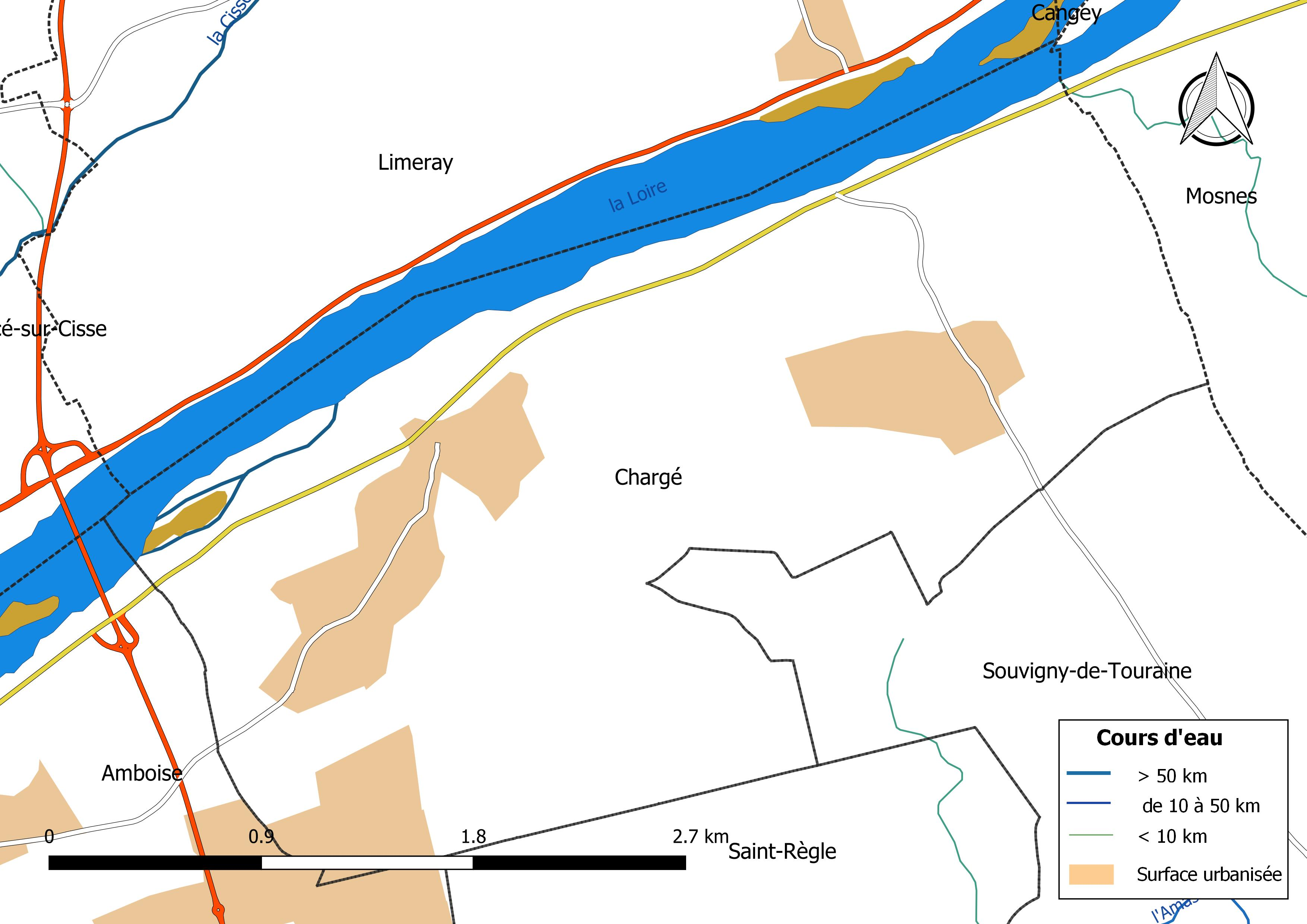
Réseau hydrographique de Chargé.

La commune est bordée sur son flanc nord par la Loire (2,229 km) qui en constitue la limite communale. Le réseau hydrographique communal, d'une longueur totale de 4,54 km, comprend en outre deux petits cours d'eau,.
Le cours de la Loire s’insère dans une large vallée qu’elle a façonnée peu à peu depuis des milliers d’années. Elle traverse d'est en ouest le département d'Indre-et-Loire depuis Mosnes jusqu'à Candes-Saint-Martin, avec un cours large et lent. La Loire présente des fluctuations saisonnières de débit assez marquées. Sur le plan de la prévision des crues, la commune est située dans le tronçon de la Loire orléanaise, qui court entre la sortie de Sully-sur-Loire (Loiret et la sortie de Nazelles-Négron, dont la station hydrométrique de référence la plus proche est située à Blois. Le débit mensuel moyen (calculé sur 156 ans pour cette station) varie de 118 m3/s au mois d'août  à 583 m3/s au mois de février. Le débit instantané maximal observé sur cette station est de 3 050 m3/s et s'est produit le 9 décembre 2003, la hauteur maximale relevée a été de 5,05 m le 11 janvier 1982,.
Sur le plan piscicole, la Loire est classée en deuxième catégorie piscicole. Le groupe biologique dominant est constitué essentiellement de poissons blancs (cyprinidés) et de carnassiers (brochet, sandre et perche).

### Climat
Pour des articles plus généraux, voir Climat du Centre-Val de Loire et Climat d'Indre-et-Loire.
En 2010, le climat de la commune est de type climat océanique altéré, selon une étude du CNRS s'appuyant sur une série de données couvrant la période 1971-2000. En 2020, Météo-France publie une typologie des climats de la France métropolitaine dans laquelle la commune est toujours exposée à un climat océanique altéré et est dans la région climatique Moyenne vallée de la Loire, caractérisée par une bonne insolation (1 850 h/an) et un été peu pluvieux.
Pour la période 1971-2000, la température annuelle moyenne est de 11,7 °C, avec une amplitude thermique annuelle de 15 °C. Le cumul annuel moyen de précipitations est de 689 mm, avec 11 jours de précipitations en janvier et 6,9 jours en juillet. Pour la période 1991-2020, la température moyenne annuelle observée sur la station météorologique de Météo-France la plus proche, sur la commune de Limeray à 3 km à vol d'oiseau, est de 12,2 °C et le cumul annuel moyen de précipitations est de 670,2 mm,. Pour l'avenir, les paramètres climatiques de la commune estimés pour 2050 selon différents scénarios d'émission de gaz à effet de serre sont consultables sur un site dédié publié par Météo-France en novembre 2022.

## Urbanisme

### Typologie
Au 1er janvier 2024, Chargé est catégorisée commune rurale à habitat dispersé, selon la nouvelle grille communale de densité à sept niveaux définie par l'Insee en 2022.
Elle appartient à l'unité urbaine de Tours, une agglomération intra-départementale regroupant 38  communes, dont elle est une commune de la banlieue,,. Par ailleurs la commune fait partie de l'aire d'attraction de Tours, dont elle est une commune de la couronne,. Cette aire, qui regroupe 162 communes, est catégorisée dans les aires de 200 000 à moins de 700 000 habitants,.

### Occupation des sols
L'occupation des sols de la commune, telle qu'elle ressort de la base de données européenne d’occupation biophysique des sols Corine Land Cover (CLC), est marquée par l'importance des territoires agricoles (59,6 % en 2018), en diminution par rapport à 1990 (70,2 %). La répartition détaillée en 2018 est la suivante : 
cultures permanentes (28,1 %), terres arables (22,3 %), forêts (14,6 %), zones urbanisées (12,5 %), zones agricoles hétérogènes (9,1 %), eaux continentales (6,1 %), milieux à végétation arbustive et/ou herbacée (3,7 %), zones industrielles ou commerciales et réseaux de communication (3,5 %). L'évolution de l’occupation des sols de la commune et de ses infrastructures peut être observée sur les différentes représentations cartographiques du territoire : la carte de Cassini (XVIIIe siècle), la carte d'état-major (1820-1866) et les cartes ou photos aériennes de l'IGN pour la période actuelle (1950 à aujourd'hui).

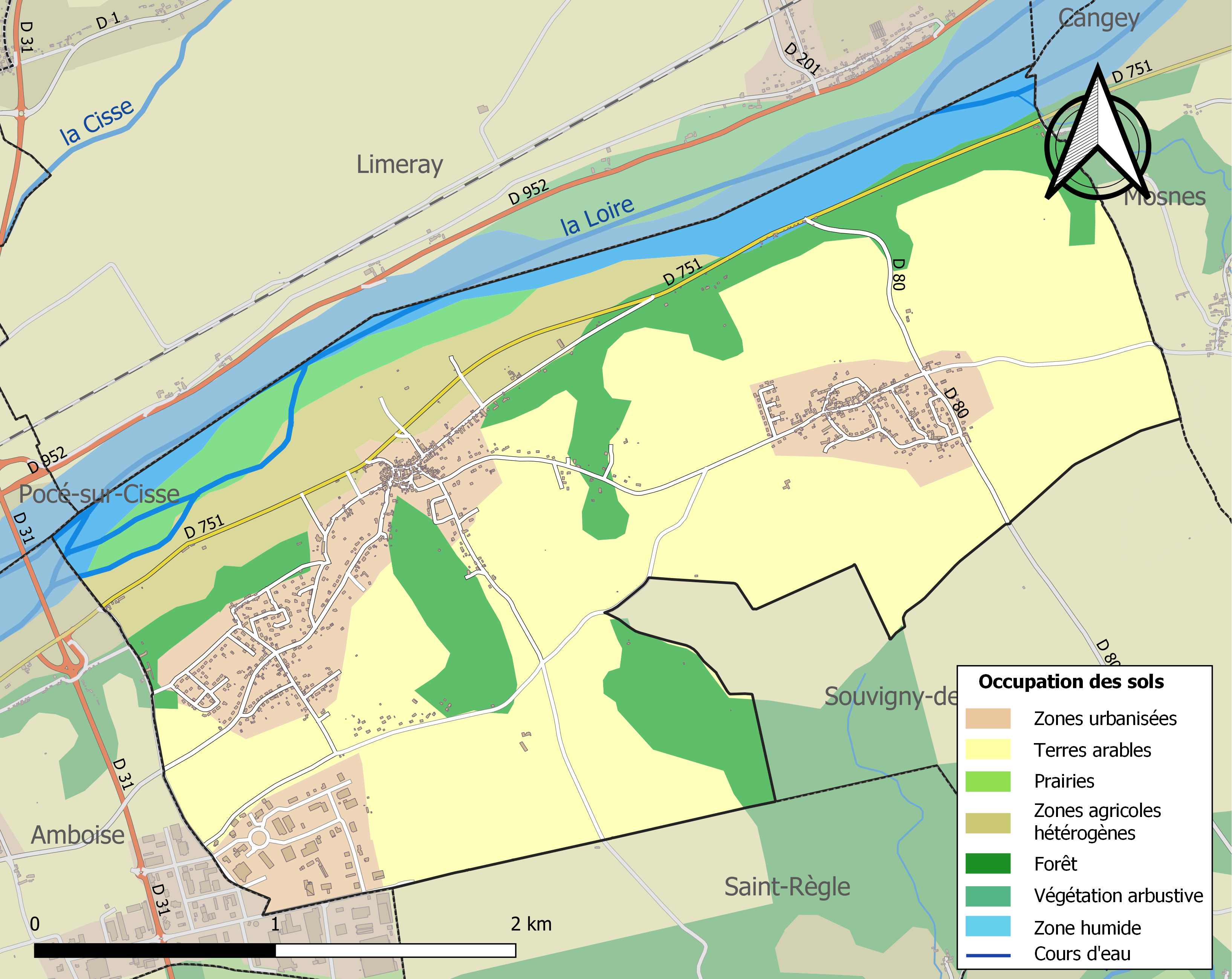
Carte des infrastructures et de l'occupation des sols de la commune en 2018 (CLC).

### Risques majeurs
Le territoire de la commune de Chargé est vulnérable à différents aléas naturels : météorologiques (tempête, orage, neige, grand froid, canicule ou sécheresse), inondations, feux de forêts, mouvements de terrains et séisme (sismicité très faible). Un site publié par le BRGM permet d'évaluer simplement et rapidement les risques d'un bien localisé soit par son adresse soit par le numéro de sa parcelle.
Certaines parties du territoire communal sont susceptibles d’être affectées par le risque d’inondation par débordement de cours d'eau, notamment la Loire. La commune a été reconnue en état de catastrophe naturelle au titre des dommages causés par les inondations et coulées de boue survenues en 1999 et 2016,.
Pour anticiper une remontée des risques de feux de forêt et de végétation vers le nord de la France en lien avec le dérèglement climatique, les services de l’État en région Centre-Val de Loire (DREAL, DRAAF, DDT) avec les SDIS ont réalisé en 2021 un atlas régional du risque de feux de forêt, permettant d’améliorer la connaissance sur les massifs les plus exposés. La commune, étant pour partie dans le massif d'Amboise, est classée au niveau de risque 3, sur une échelle qui en comporte quatre (1 étant le niveau maximal).

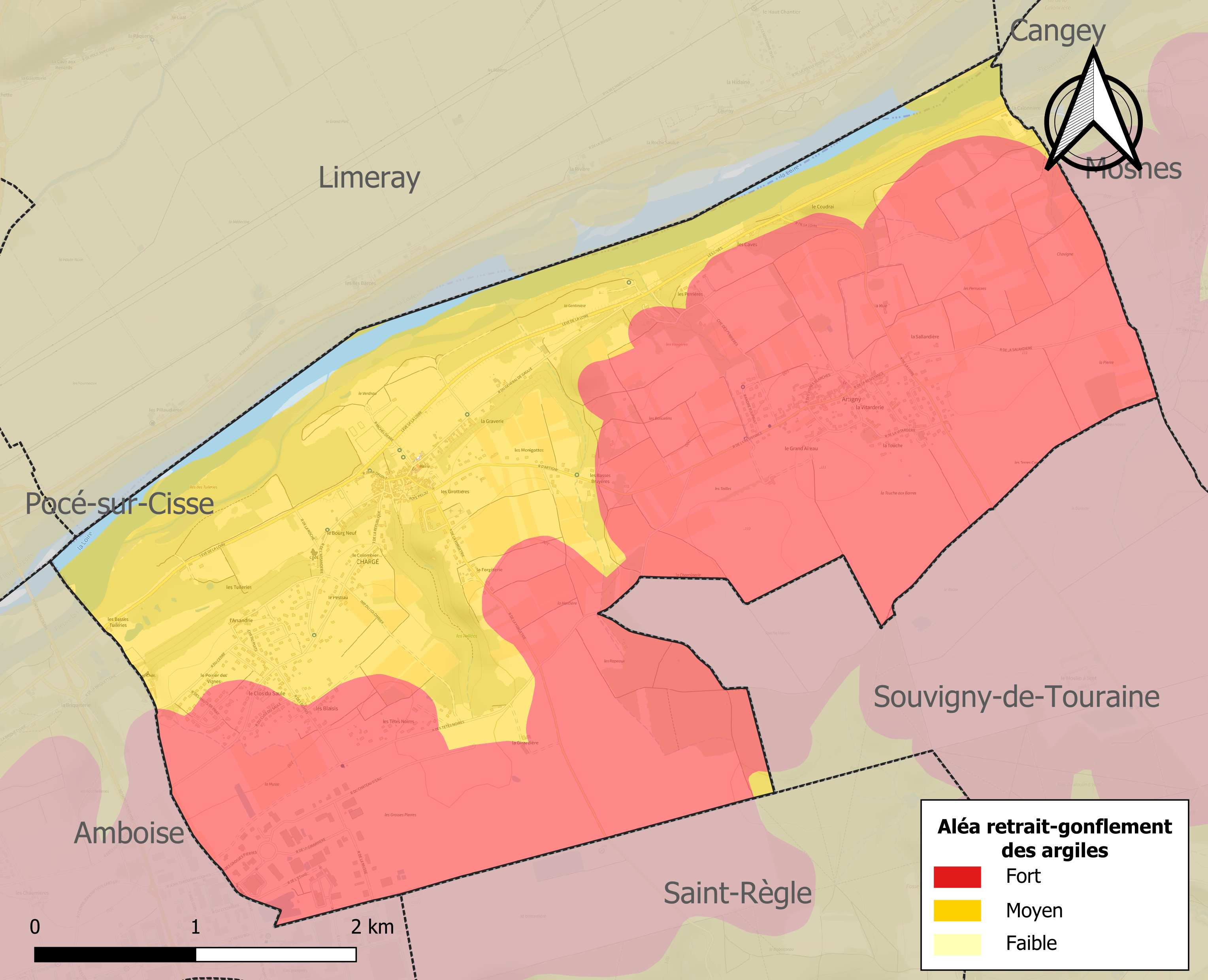
Carte des zones d'aléa retrait-gonflement des sols argileux de Chargé.

La commune est vulnérable au risque de mouvements de terrains constitué principalement du retrait-gonflement des sols argileux. Cet aléa est susceptible d'engendrer des dommages importants aux bâtiments en cas d’alternance de périodes de sécheresse et de pluie. 97,7 % de la superficie communale est en aléa moyen ou fort (90,2 % au niveau départemental et 48,5 % au niveau national). Sur les 598 bâtiments dénombrés sur la commune en 2019, 598 sont en aléa moyen ou fort, soit 100 %, à comparer aux 91 % au niveau départemental et 54 % au niveau national. Une cartographie de l'exposition du territoire national au retrait gonflement des sols argileux est disponible sur le site du BRGM,.
Concernant les mouvements de terrains, la commune a été reconnue en état de catastrophe naturelle au titre des dommages causés par des mouvements de terrain en 1999.

## Toponymie
On trouve parfois l'orthographe de "Chergé" dans les textes anciens.

## Histoire
Voir l'histoire de Ports-sur-Vienne.

## Politique et administration

### Liste des maires
| Période                                  | Période   | Identité       | Étiquette | Qualité  |
| ---------------------------------------- | --------- | -------------- | --------- | -------- |
| avant 199                                | ?         | Maxime Maingot | DVD       |          |
| mars 2001                                | mars 2008 | Alain Fougeron |           |          |
| mars 2008                                | mars 2014 | René Clerquin  |           |          |
| mars 2014                                | En cours  | Pascal Dupré   | SE        | Retraité |
| Les données manquantes sont à compléter. |           |                |           |          |

### Jumelages
- Oberheimbach (Allemagne)
- Marka Coungo (Mali) dans la commune de Zan Coulibaly, cercle de Dioïla, région de Koulikoro.

## Population et société

### Démographie
L'évolution du nombre d'habitants est connue à travers les recensements de la population effectués dans la commune depuis 1793. Pour les communes de moins de 10 000 habitants, une enquête de recensement portant sur toute la population est réalisée tous les cinq ans, les populations de référence des années intermédiaires étant quant à elles estimées par interpolation ou extrapolation. Pour la commune, le premier recensement exhaustif entrant dans le cadre du nouveau dispositif a été réalisé en 2004.

En 2022, la commune comptait 1 352 habitants, en évolution de +3,76 % par rapport à 2016 (Indre-et-Loire : +1,67 %, France hors Mayotte : +2,11 %).
| 1793 | 1800 | 1806 | 1821 | 1831 | 1836 | 1841 | 1846 | 1851 |
| ---- | ---- | ---- | ---- | ---- | ---- | ---- | ---- | ---- |
| 293  | 252  | 319  | 362  | 315  | 362  | 315  | 334  | 366  |

| 1856 | 1861 | 1866 | 1872 | 1876 | 1881 | 1886 | 1891 | 1896 |
| ---- | ---- | ---- | ---- | ---- | ---- | ---- | ---- | ---- |
| 377  | 398  | 387  | 376  | 366  | 353  | 361  | 345  | 335  |

| 1901 | 1906 | 1911 | 1921 | 1926 | 1931 | 1936 | 1946 | 1954 |
| ---- | ---- | ---- | ---- | ---- | ---- | ---- | ---- | ---- |
| 323  | 316  | 309  | 307  | 472  | 500  | 429  | 468  | 528  |

| 1962 | 1968 | 1975 | 1982 | 1990 | 1999 | 2004 | 2006  | 2009  |
| ---- | ---- | ---- | ---- | ---- | ---- | ---- | ----- | ----- |
| 571  | 525  | 595  | 757  | 862  | 947  | 994  | 1 013 | 1 134 |

| 2014  | 2019  | 2022  | - | - | - | - | - | - |
| ----- | ----- | ----- | - | - | - | - | - | - |
| 1 278 | 1 311 | 1 352 | - | - | - | - | - | - |

### Enseignement
Chargé se situe dans l'Académie d'Orléans-Tours (Zone B) et dans la circonscription d'Amboise.
L'école maternelle Maxime-Lenoir et l'école élémentaire Artigny accueillent les élèves de la commune.

## Lieux et monuments
- Place Roger Linet
- L'église Saint-Marc. Deux cloches, un retable et un tableau brodé sont classés ou inscrits dans la base Palissy.
- La mairie. Un tableau est classé dans la base Palissy.
- Une ancienne tuilerie et son four.
- La grange aux Dîmes, reconstruite.
- En 1913 est mis en service une ligne de tramway, qui part de Cléry, dans le Loiret et se termine à Amboise. Les deux anciennes gares. Une première petite gare avait été construite hors du village. Elle a été remplacée par une deuxième gare dans le village, qui servait en même temps de bureau de PTT. C'est toujours à l'heure actuelle le bureau de poste communal, bien que la ligne de chemin de fer n'existe plus.
- Le monument aux morts.
- Le château de Pray (propriété privée).
- Le château de La Roche (propriété privée). Julia Daudet, épouse d'Alphonse Daudet, vécut au château et confia l'entretien du parc au peintre Louis Marchand des Raux.

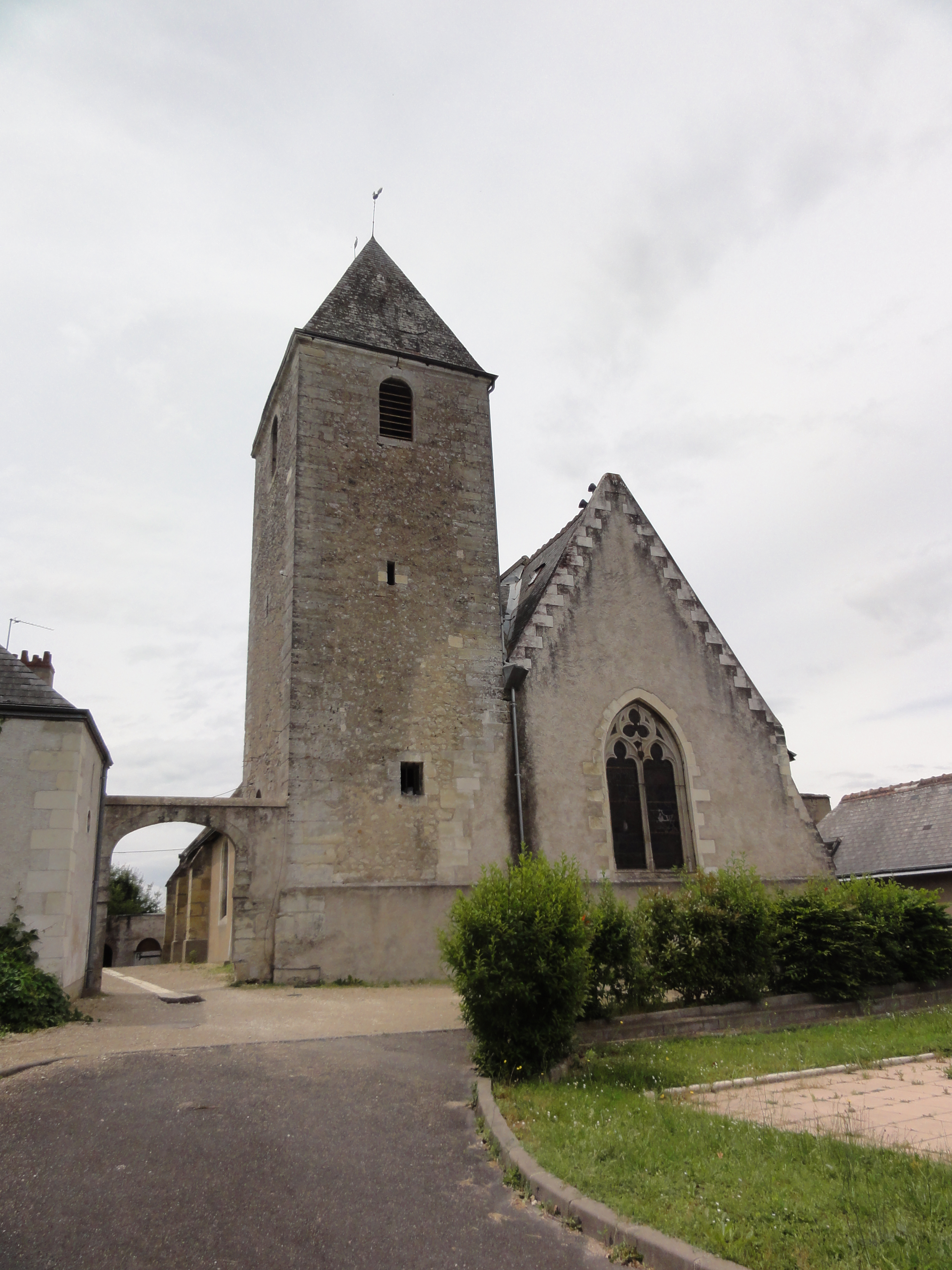
L'église Saint-Marc.
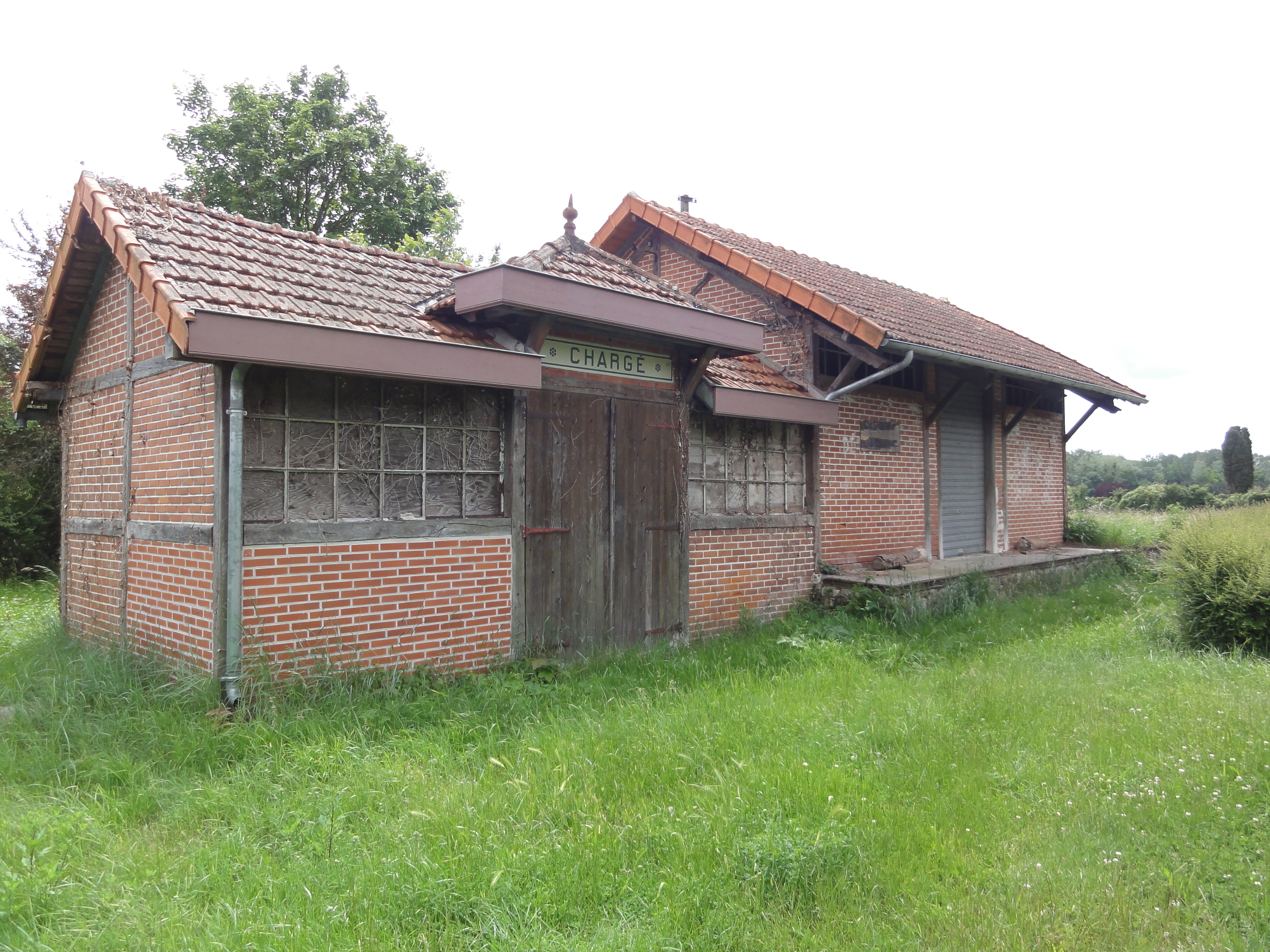
La première gare.
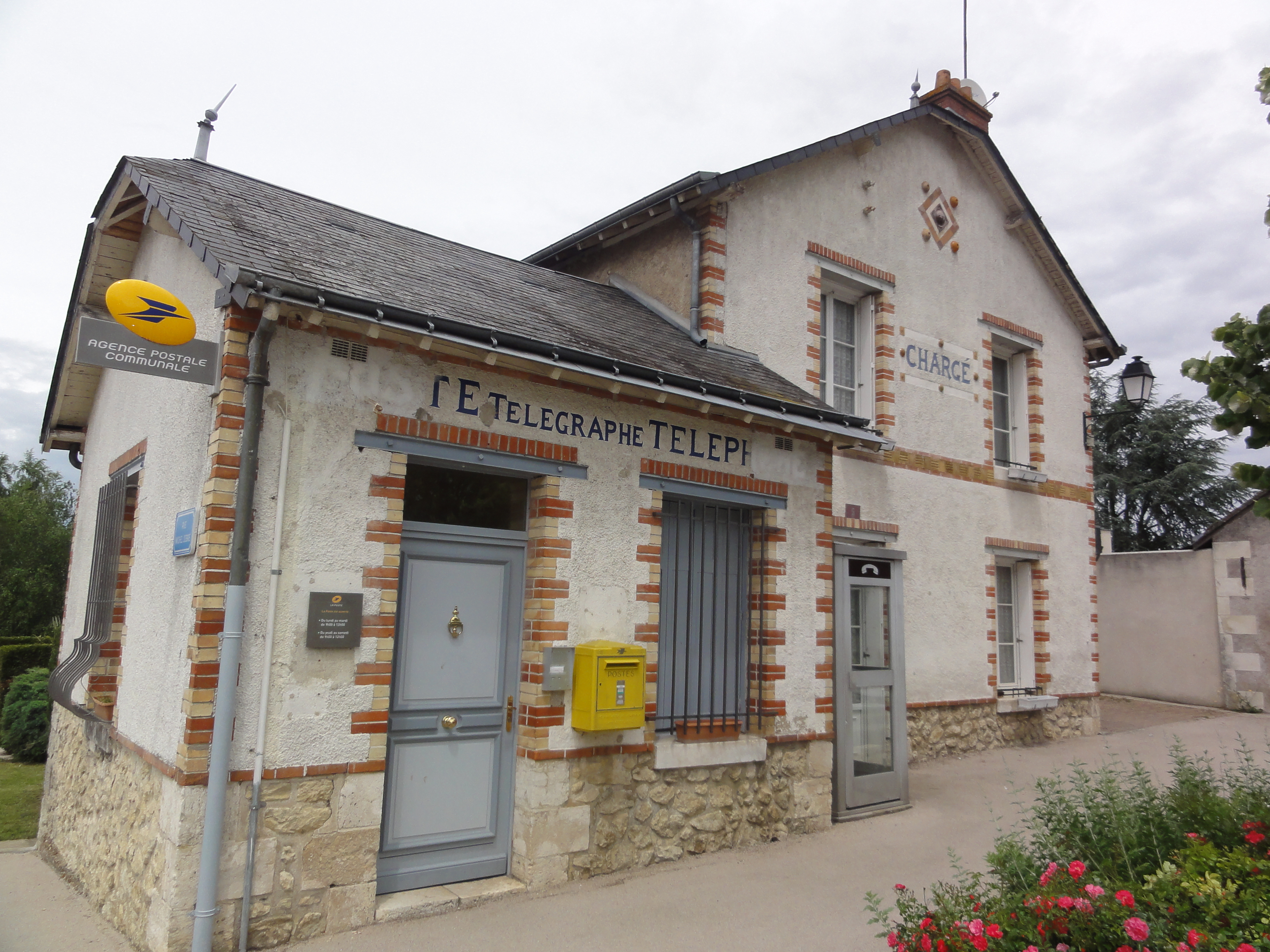
La deuxième gare.
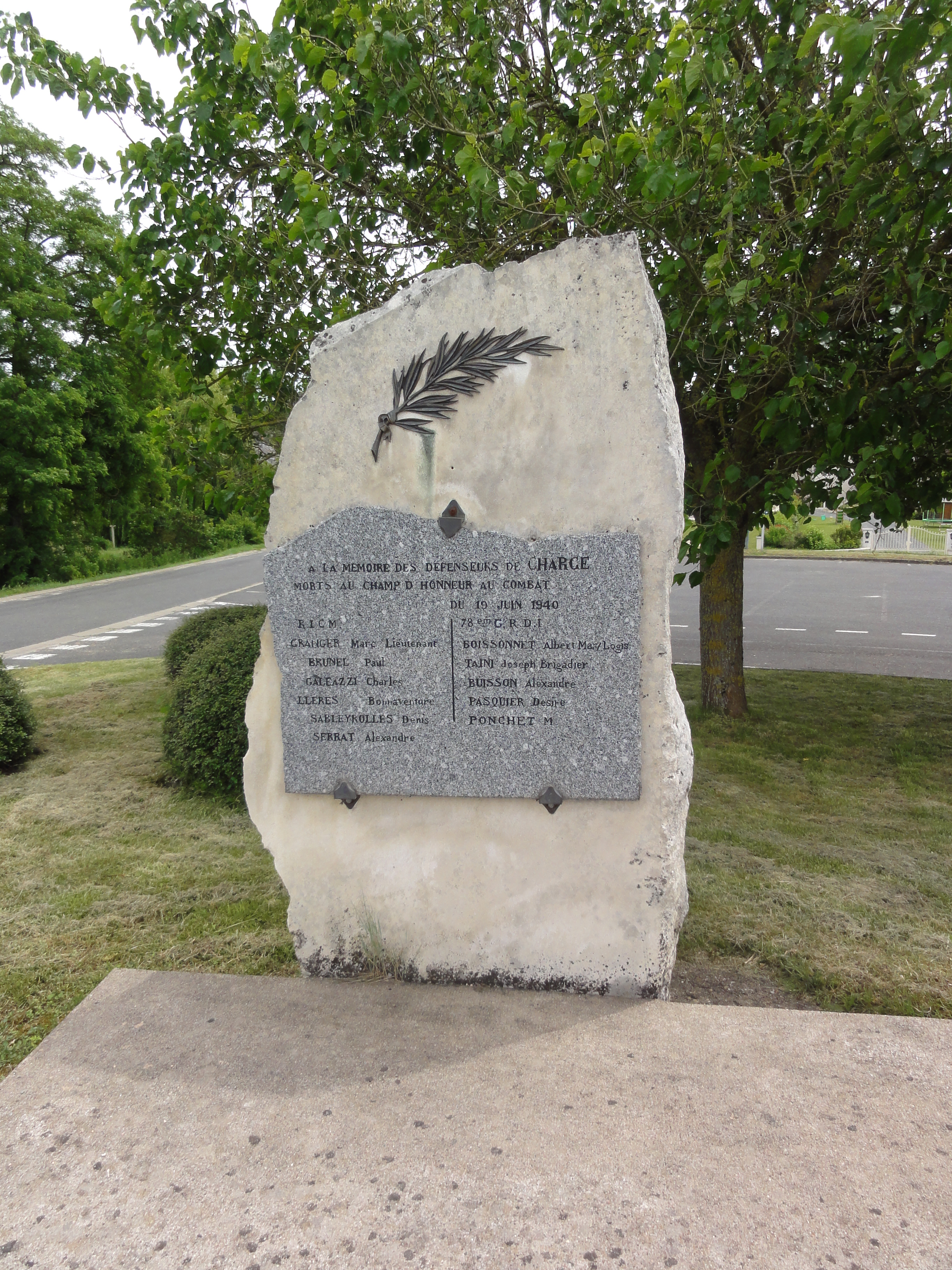
Le monument aux morts.

## Personnalités liées à la commune et évènements
- Julia Daudet (1844-1940), femme de lettres, épouse d'Alphonse Daudet. Le château de La Roche lui appartint et elle y confia l'entretien du parc à l'artiste peintre Louis Marchand des Raux (1902-2000).
- Maxime Lenoir, as aux 11 victoires de la Première Guerre mondiale, mort pour la France le 25 octobre 1916 près de Verdun, est né à Chargé le 22 décembre 1888[31].
- Roger Linet (Cours-les-Barres, le 7 mars 1914 - Chargé, le 15 mars 2003), député communiste, résistant, déporté et secrétaire du syndicat CGT de Renault Billancourt.